# Monegaskisch kenteken

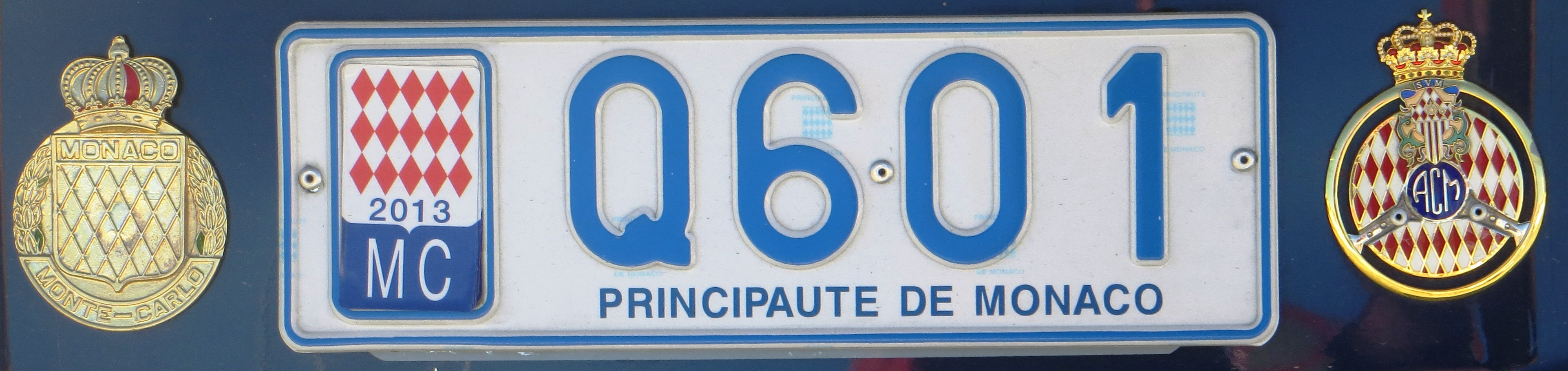
Auto-kentekenplaat van Monaco

Kentekenplaten van Monaco zijn klein (een paar centimeter kleiner dan een Amerikaanse kentekenplaat) en zijn samengesteld uit vier cijfers en/of letters. De platen hebben een blauw lettertype op een witte achtergrond en hebben het wapenschild van Monaco aan de linkerkant met het jaartal (alleen op de achterplaat) om te bevestigen dat die belasting is betaald. Alle platen die beginnen met "000" behoren tot de familie van de prins.